# Печуга (приток Луха)
Печуга — река в России, протекает в Палехском и Лухском районах Ивановской области. Устье реки находится в 195 км по правому берегу реки Лух. Длина реки составляет 30 км, площадь водосборного бассейна — 239 км². В 6,8 км от устья принимает слева реку Чернуха.
Река начинается у деревень Пестово и Никоново. Чуть ниже на реке в деревне Григорово плотина, образующая запруду. Река течёт на северо-восток, протекает село Котово, деревни Каризино, Макариха, Шелыгино, Вадищево, Богданово. Притоки — Пельма, Чернуха (оба левые). Впадает в Лух двумя километрами ниже одноимённого посёлка.

## Данные водного реестра
По данным государственного водного реестра России относится к Окскому бассейновому округу, водохозяйственный участок реки — Клязьма от города Ковров и до устья, без реки Уводь, речной подбассейн реки — бассейны притоков Оки от Мокши до впадения в Волгу. Речной бассейн реки — Ока.
По данным геоинформационной системы водохозяйственного районирования территории РФ, подготовленной Федеральным агентством водных ресурсов:
- Код водного объекта в государственном водном реестре — 09010301112110000033679
- Код по гидрологической изученности (ГИ) — 110003367
- Код бассейна — 09.01.03.011
- Номер тома по ГИ — 10
- Выпуск по ГИ — 0